# Amauris
Amauris är ett släkte av fjärilar. Amauris ingår i familjen praktfjärilar.

## Bildgalleri

## Dottertaxa tillAmauris, i alfabetisk ordning[1]
- Amauris abessinica
- Amauris aethiops
- Amauris affinis
- Amauris alba
- Amauris albidior
- Amauris albimacula
- Amauris albimaculata
- Amauris altumi
- Amauris amplificata
- Amauris angola
- Amauris ansorgei
- Amauris antsingyi
- Amauris aurivilliana
- Amauris bassana
- Amauris bedoci
- Amauris bibundana
- Amauris brumilleri
- Amauris bulbifera
- Amauris bumilleri
- Amauris camerunica
- Amauris chirindana
- Amauris chyluensis
- Amauris comorana
- Amauris conjuncta
- Amauris contracta
- Amauris crawshayi
- Amauris damoclea
- Amauris damocles
- Amauris damoclides
- Amauris dannfelti
- Amauris darius
- Amauris defasciata
- Amauris difficilis
- Amauris dira
- Amauris discus
- Amauris disjuncta
- Amauris dominicanus
- Amauris draedana
- Amauris duponti
- Amauris echeria
- Amauris echerioides
- Amauris egialea
- Amauris ellioti
- Amauris enceladus
- Amauris expansa
- Amauris fenestrata
- Amauris fernandina
- Amauris gabunica
- Amauris grogani
- Amauris hanningtoni
- Amauris hecate
- Amauris hecatoides
- Amauris hyalites
- Amauris imatongensis
- Amauris impar
- Amauris inferna
- Amauris infernalis
- Amauris intermedia
- Amauris intermedians
- Amauris interposita
- Amauris interrupta
- Amauris jacksoni
- Amauris junia
- Amauris katangae
- Amauris kikuyu
- Amauris lagai
- Amauris latifascia
- Amauris lecerfi
- Amauris lobengula
- Amauris lohengula
- Amauris luxurians
- Amauris luxuriosa
- Amauris lygia
- Amauris magnimacula
- Amauris makuyuensis
- Amauris meruensis
- Amauris moka
- Amauris mongallensis
- Amauris mozarti
- Amauris mpala
- Amauris neavei
- Amauris niarius
- Amauris niavia
- Amauris niavices
- Amauris niavius
- Amauris nossima
- Amauris obliterata
- Amauris occidentalis
- Amauris ochlea
- Amauris ochleides
- Amauris oscarus
- Amauris palisotea
- Amauris partita
- Amauris phaedon
- Amauris phaedone
- Amauris prominens
- Amauris psyttalea
- Amauris psyttaloides
- Amauris punctata
- Amauris reata
- Amauris reducta
- Amauris restricta
- Amauris reuteri
- Amauris schubotzi
- Amauris semifascia
- Amauris semivitrea
- Amauris septentrionalis
- Amauris serica
- Amauris similis
- Amauris simulator
- Amauris spatiosa
- Amauris steckeri
- Amauris steropes
- Amauris stictica
- Amauris styx
- Amauris sudanica
- Amauris tartarea
- Amauris tartaroides
- Amauris tenebrosa
- Amauris terrena
- Amauris torleyi
- Amauris torrefacta
- Amauris uganda
- Amauris unipuncta
- Amauris vaal
- Amauris valens
- Amauris vallantiana
- Amauris vansomereni
- Amauris vashti
- Amauris whytei
- Amauris virginalis